# Lijst van Japanse ministers van Buitenlandse Zaken

## Ministers van Buitenlandse Zaken van Japan (1948–heden)
| Minister van Buitenlandse Zaken 外務大臣 | Minister van Buitenlandse Zaken 外務大臣 | Minister van Buitenlandse Zaken 外務大臣 | Ambtstermijn                             | Ambtstermijn      | Partij(en)                  | Premier(s)                    | Kabinet(en)     |
| ---------------------------------------- | ---------------------------------------- | ---------------------------------------- | ---------------------------------------- | ----------------- | --------------------------- | ----------------------------- | --------------- |
|                                          | Shigeru Yoshida                          | Shigeru Yoshida 吉田茂 (1878–1967)       | 15 oktober 1948                          | 30 april 1952     | DLP                         | Shigeru Yoshida (1948–1954)   | Yoshida II      |
| Yoshida III                              | Shigeru Yoshida                          | Shigeru Yoshida 吉田茂 (1878–1967)       | 15 oktober 1948                          | 30 april 1952     | DLP                         | Shigeru Yoshida (1948–1954)   |                 |
|                                          | Katsuo Okazaki                           | Katsuo Okazaki 岡崎勝男 (1897–1965)      | 30 april 1952                            | 10 december 1954  | DLP                         | Shigeru Yoshida (1948–1954)   |                 |
| DLP                                      | Katsuo Okazaki                           | Katsuo Okazaki 岡崎勝男 (1897–1965)      | 30 april 1952                            | 10 december 1954  | Yoshida IV                  | Shigeru Yoshida (1948–1954)   |                 |
| DLP                                      | Katsuo Okazaki                           | Katsuo Okazaki 岡崎勝男 (1897–1965)      | 30 april 1952                            | 10 december 1954  | Yoshida V                   | Shigeru Yoshida (1948–1954)   |                 |
|                                          | Mamoru Shigemitsu                        | Mamoru Shigemitsu 重光葵 (1887–1957)     | 10 december 1954                         | 23 december 1956  | JDP (1954–55)               | Ichiro Hatoyama (1954–1956)   | I. Hatoyama I   |
| I. Hatoyama II                           | Mamoru Shigemitsu                        | Mamoru Shigemitsu 重光葵 (1887–1957)     | 10 december 1954                         | 23 december 1956  | JDP (1954–55)               | Ichiro Hatoyama (1954–1956)   |                 |
|                                          | Mamoru Shigemitsu                        | Mamoru Shigemitsu 重光葵 (1887–1957)     | 10 december 1954                         | 23 december 1956  | LDP (1955–56)               | Ichiro Hatoyama (1954–1956)   | I. Hatoyama III |
|                                          | Nobusuke Kishi                           | Nobusuke Kishi 岸信介 (1896–1987)        | 23 december 1956                         | 10 juli 1957      | LDP                         | Tanzan Ishibashi (1956–1957)  | Ishibashi       |
| Nobusuke Kishi (1957–1960)               | Nobusuke Kishi                           | Nobusuke Kishi 岸信介 (1896–1987)        | 23 december 1956                         | 10 juli 1957      | LDP                         | Kishi I                       |                 |
| Nobusuke Kishi (1957–1960)               |                                          | Aiichiro Fujiyama                        | Aiichiro Fujiyama 藤山愛一郎 (1897–1985) | 10 juli 1957      | 19 juli 1960                | Kishi I                       | LDP             |
| Nobusuke Kishi (1957–1960)               | LDP                                      | Aiichiro Fujiyama                        | Aiichiro Fujiyama 藤山愛一郎 (1897–1985) | 10 juli 1957      | 19 juli 1960                | Kishi II                      |                 |
|                                          | Zentaro Kosaka                           | Zentaro Kosaka 小坂善太郎 (1912–2000)    | 19 juli 1960                             | 18 juli 1962      | LDP                         | Hayato Ikeda (1960–1964)      | Ikeda I         |
| Ikeda II                                 | Zentaro Kosaka                           | Zentaro Kosaka 小坂善太郎 (1912–2000)    | 19 juli 1960                             | 18 juli 1962      | LDP                         | Hayato Ikeda (1960–1964)      |                 |
|                                          | Masayoshi Ohira                          | Masayoshi Ohira 大平正芳 (1910–1980)     | 18 juli 1962                             | 18 juli 1964      | LDP                         | Hayato Ikeda (1960–1964)      |                 |
| LDP                                      | Masayoshi Ohira                          | Masayoshi Ohira 大平正芳 (1910–1980)     | 18 juli 1962                             | 18 juli 1964      | Ikeda III                   | Hayato Ikeda (1960–1964)      |                 |
|                                          | Etsuzaburo Shiina                        | Etsuzaburo Shiina 椎名悦三郎 (1898–1979) | 18 juli 1964                             | 3 december 1966   | Ikeda III                   | Hayato Ikeda (1960–1964)      | LDP             |
| LDP                                      | Etsuzaburo Shiina                        | Etsuzaburo Shiina 椎名悦三郎 (1898–1979) | 18 juli 1964                             | 3 december 1966   | Eisaku Sato (1964–1972)     | Sato I                        |                 |
|                                          | Takeo Miki                               | Takeo Miki 三木武夫 (1907–1988)          | 3 december 1966                          | 28 oktober 1968   | Eisaku Sato (1964–1972)     | Sato I                        | LDP             |
| LDP                                      | Takeo Miki                               | Takeo Miki 三木武夫 (1907–1988)          | 3 december 1966                          | 28 oktober 1968   | Eisaku Sato (1964–1972)     | Sato II                       |                 |
|                                          | Eisaku Sato                              | Eisaku Sato 佐藤榮作 (1901–1975)         | 28 oktober 1968                          | 30 november 1968  | Eisaku Sato (1964–1972)     | Sato II                       | LDP             |
|                                          | Kiichi Aichi                             | Kiichi Aichi 愛知揆一 (1907–1973)        | 30 november 1968                         | 5 juli 1971       | Eisaku Sato (1964–1972)     | Sato II                       | LDP             |
| LDP                                      | Kiichi Aichi                             | Kiichi Aichi 愛知揆一 (1907–1973)        | 30 november 1968                         | 5 juli 1971       | Eisaku Sato (1964–1972)     | Sato III                      |                 |
|                                          | Takeo Fukuda                             | Takeo Fukuda 福田赳夫 (1905–1995)        | 5 juli 1971                              | 7 juli 1972       | Eisaku Sato (1964–1972)     | Sato III                      | LDP             |
|                                          | Masayoshi Ohira                          | Masayoshi Ohira 大平正芳 (1910–1980)     | 7 juli 1972                              | 16 juli 1974      | LDP                         | Kakuei Tanaka (1974–1974)     | K. Tanaka I     |
| K. Tanaka II                             | Masayoshi Ohira                          | Masayoshi Ohira 大平正芳 (1910–1980)     | 7 juli 1972                              | 16 juli 1974      | LDP                         | Kakuei Tanaka (1974–1974)     |                 |
|                                          | Toshio Kimura                            | Toshio Kimura 木村俊夫 (1909–1983)       | 16 juli 1974                             | 9 december 1974   | LDP                         | Kakuei Tanaka (1974–1974)     |                 |
|                                          | Kiichi Miyazawa                          | Kiichi Miyazawa 宮澤喜一 (1919–2007)     | 9 december 1974                          | 15 september 1976 | LDP                         | Takeo Miki (1974–1976)        | Miki            |
|                                          | Zentaro Kosaka                           | Zentaro Kosaka 小坂善太郎 (1912–2000)    | 15 september 1976                        | 24 december 1976  | LDP                         | Takeo Miki (1974–1976)        | Miki            |
|                                          | Iichiro Hatoyama                         | Iichiro Hatoyama 鳩山威一郎 (1918–1993)  | 24 december 1976                         | 28 november 1977  | LDP                         | Takeo Fukuda (1976–1978)      | T. Fukuda       |
|                                          | Sunao Sonoda                             | Sunao Sonoda 園田直 (1913–1984)          | 28 november 1977                         | 10 november 1979  | LDP                         | Takeo Fukuda (1976–1978)      | T. Fukuda       |
| LDP                                      | Sunao Sonoda                             | Sunao Sonoda 園田直 (1913–1984)          | 28 november 1977                         | 10 november 1979  | Masayoshi Ohira (1978–1980) | Ohira I                       |                 |
|                                          | Saburo Okita                             | Saburo Okita 大来佐武郎 (1914–1993)      | 10 november 1979                         | 17 juli 1980      | Masayoshi Ohira (1978–1980) | O                             | Ohira II        |
|                                          | Masayoshi Ito                            | Masayoshi Ito 伊東正義 (1913–1994)       | 17 juli 1980                             | 18 mei 1981       | LDP                         | Zenko Suzuki (1980–1980)      | Suzuki          |
|                                          | Sunao Sonoda                             | Sunao Sonoda 園田直 (1913–1984)          | 18 mei 1981                              | 30 november 1981  | LDP                         | Zenko Suzuki (1980–1980)      | Suzuki          |
|                                          | Yoshio Sakurauchi                        | Yoshio Sakurauchi 櫻内義雄 (1912–2003)   | 30 november 1981                         | 27 november 1982  | LDP                         | Zenko Suzuki (1980–1980)      | Suzuki          |
|                                          | Shintaro Abe                             | Shintaro Abe 安倍晋太郎 (1924–1991)      | 27 november 1982                         | 22 juli 1986      | LDP                         | Yasuhiro Nakasone (1983–1987) | Nakasone I      |
| Nakasone II                              | Shintaro Abe                             | Shintaro Abe 安倍晋太郎 (1924–1991)      | 27 november 1982                         | 22 juli 1986      | LDP                         | Yasuhiro Nakasone (1983–1987) |                 |
|                                          |                                          | Tadashi Kuranari 倉成正 (1918–1996)      | 22 juli 1986                             | 6 november 1987   | LDP                         | Yasuhiro Nakasone (1983–1987) | Nakasone III    |
|                                          | Sosuke Uno                               | Sosuke Uno 宇野宗佑 (1922–1998)          | 6 november 1987                          | 3 juni 1989       | LDP                         | Noboru Takeshita (1987–1989)  | Takeshita       |
|                                          | Hiroshi Mitsuzuka                        | Hiroshi Mitsuzuka 三塚博 (1927–2007)     | 3 juni 1989                              | 10 augustus 1989  | LDP                         | Sosuke Uno (1989)             | Uno             |
|                                          | Taro Nakayama                            | Taro Nakayama 中山太郎 (1924)            | 10 augustus 1989                         | 5 november 1991   | LDP                         | Toshiki Kaifu (1989–1991)     | Kaifu I         |
| Kaifu II                                 | Taro Nakayama                            | Taro Nakayama 中山太郎 (1924)            | 10 augustus 1989                         | 5 november 1991   | LDP                         | Toshiki Kaifu (1989–1991)     |                 |
|                                          | Michio Watanabe                          | Michio Watanabe 渡辺美智雄 (1923–1995)   | 5 november 1991                          | 7 april 1993      | LDP                         | Kiichi Miyazawa (1991–1993)   | Miyazawa        |
|                                          | Kabun Muto                               | Kabun Muto 武藤嘉文 (1926–2009)          | 7 april 1993                             | 9 augustus 1993   | LDP                         | Kiichi Miyazawa (1991–1993)   | Miyazawa        |
|                                          | Tsutomu Hata                             | Tsutomu Hata 羽田孜 (1935–2017)          | 9 augustus 1993                          | 28 april 1994     | JRP                         | Morihiro Hosokawa (1993–1994) | Hosokawa        |
|                                          | Koji Kakizawa                            | Koji Kakizawa 柿澤弘治 (1933–2009)       | 28 april 1994                            | 30 juni 1994      | LP                          | Tsutomu Hata (1994)           | Hata            |
|                                          | Yohei Kono                               | Yohei Kono 河野洋平 (1937)               | 30 juni 1994                             | 11 januari 1996   | LDP                         | Tomiichi Murayama (1994–1996) | Murayama        |
|                                          | Yukihiko Ikeda                           | Yukihiko Ikeda 池田行彦 (1937–2004)      | 11 januari 1996                          | 11 september 1997 | LDP                         | Ryutaro Hashimoto (1996–1998) | Hashimoto I     |
| Hashimoto II                             | Yukihiko Ikeda                           | Yukihiko Ikeda 池田行彦 (1937–2004)      | 11 januari 1996                          | 11 september 1997 | LDP                         | Ryutaro Hashimoto (1996–1998) |                 |
|                                          | Keizo Obuchi                             | Keizo Obuchi 小渕恵三 (1937–2000)        | 11 september 1997                        | 30 juli 1998      | LDP                         | Ryutaro Hashimoto (1996–1998) |                 |
|                                          | Nobutaka Machimura                       | Masahiko Komura 高村正彦 (1942)          | 30 juli 1998                             | 5 oktober 1999    | LDP                         | Keizo Obuchi (1998–2000)      | Obuchi          |
|                                          | Yohei Kono                               | Yohei Kono 河野洋平 (1937)               | 5 oktober 1999                           | 26 april 2001     | LDP                         | Keizo Obuchi (1998–2000)      | Obuchi          |
| LDP                                      | Yohei Kono                               | Yohei Kono 河野洋平 (1937)               | 5 oktober 1999                           | 26 april 2001     | Yoshiro Mori (2000–2001)    | Mori I                        |                 |
| LDP                                      | Yohei Kono                               | Yohei Kono 河野洋平 (1937)               | 5 oktober 1999                           | 26 april 2001     | Yoshiro Mori (2000–2001)    | Mori II                       |                 |
|                                          | Makiko Tanaka                            | Makiko Tanaka 田中眞紀子 (1944)          | 26 april 2001                            | 30 januari 2002   | LDP                         | Junichiro Koizumi (2001–2006) | Koizumi I       |
|                                          | Junichiro Koizumi                        | Junichiro Koizumi 小泉純一郎 (1942)      | 30 januari 2002                          | 1 februari 2002   | LDP                         | Junichiro Koizumi (2001–2006) | Koizumi I       |
|                                          | Yoriko Kawaguchi                         | Yoriko Kawaguchi 川口順子 (1941)         | 1 februari 2002                          | 27 september 2004 | LDP                         | Junichiro Koizumi (2001–2006) | Koizumi I       |
| LDP                                      | Yoriko Kawaguchi                         | Yoriko Kawaguchi 川口順子 (1941)         | 1 februari 2002                          | 27 september 2004 | Koizumi II                  | Junichiro Koizumi (2001–2006) |                 |
|                                          | Nobutaka Machimura                       | Nobutaka Machimura 町村信孝 (1944–2015)  | 27 september 2004                        | 31 oktober 2005   | Koizumi II                  | Junichiro Koizumi (2001–2006) | LDP             |
| LDP                                      | Nobutaka Machimura                       | Nobutaka Machimura 町村信孝 (1944–2015)  | 27 september 2004                        | 31 oktober 2005   | Koizumi III                 | Junichiro Koizumi (2001–2006) |                 |
|                                          | Taro Aso                                 | Taro Aso 麻生太郎 (1940)                 | 31 oktober 2005                          | 27 augustus 2007  | Koizumi III                 | Junichiro Koizumi (2001–2006) | LDP             |
| LDP                                      | Taro Aso                                 | Taro Aso 麻生太郎 (1940)                 | 31 oktober 2005                          | 27 augustus 2007  | Shinzo Abe (2006–2007)      | Abe I                         |                 |
|                                          | Nobutaka Machimura                       | Nobutaka Machimura 町村信孝 (1944–2015)  | 27 augustus 2007                         | 26 september 2007 | Shinzo Abe (2006–2007)      | Abe I                         | LDP             |
|                                          | Nobutaka Machimura                       | Masahiko Komura 高村正彦 (1942)          | 26 september 2007                        | 24 september 2008 | LDP                         | Yasuo Fukuda (2007–2008)      | Y. Fukuda       |
|                                          | Hirofumi Nakasone                        | Hirofumi Nakasone 中曽根弘文 (1945)      | 24 september 2008                        | 16 september 2009 | LDP                         | Taro Aso (2008–2009)          | Aso             |
|                                          | Katsuya Okada                            | Katsuya Okada 岡田克也 (1953)            | 16 september 2009                        | 17 september 2010 | DP                          | Yukio Hatoyama (2009–2010)    | Y. Hatoyama     |
| Naoto Kan (2010–2011)                    | Katsuya Okada                            | Katsuya Okada 岡田克也 (1953)            | 16 september 2009                        | 17 september 2010 | DP                          | Kan                           |                 |
| Naoto Kan (2010–2011)                    |                                          | Seiji Maehara                            | Seiji Maehara 前原誠司 (1962)            | 17 september 2010 | 8 maart 2011                | Kan                           | DP              |
| Naoto Kan (2010–2011)                    |                                          | Yukio Edano                              | Yukio Edano 枝野幸男 (1964)              | 8 maart 2011      | 11 maart 2011               | Kan                           | DP              |
| Naoto Kan (2010–2011)                    |                                          | Takeaki Matsumoto                        | Takeaki Matsumoto 松本剛明 (1959)        | 11 maart 2011     | 1 september 2011            | Kan                           | DP              |
|                                          | Koichiro Genba                           | Koichiro Genba 玄葉光一郎 (1964)         | 1 september 2011                         | 26 december 2012  | DP                          | Yoshihiko Noda (2011–2012)    | Noda            |
|                                          | Fumio Kishida                            | Fumio Kishida 岸田文雄 (1957)            | 26 december 2012                         | 3 augustus 2017   | LDP                         | Shinzo Abe (2012–2020)        | Abe II          |
| Abe III                                  | Fumio Kishida                            | Fumio Kishida 岸田文雄 (1957)            | 26 december 2012                         | 3 augustus 2017   | LDP                         | Shinzo Abe (2012–2020)        |                 |
|                                          | Taro Kono                                | Taro Kono 河野太郎 (1963)                | 3 augustus 2017                          | 11 september 2019 | LDP                         | Shinzo Abe (2012–2020)        |                 |
| LDP                                      | Taro Kono                                | Taro Kono 河野太郎 (1963)                | 3 augustus 2017                          | 11 september 2019 | Abe IV                      | Shinzo Abe (2012–2020)        |                 |
|                                          | Toshimitsu Motegi                        | Toshimitsu Motegi 茂木敏充 (1955)        | 11 september 2019                        | 4 november 2021   | Abe IV                      | Shinzo Abe (2012–2020)        | LDP             |
| LDP                                      | Toshimitsu Motegi                        | Toshimitsu Motegi 茂木敏充 (1955)        | 11 september 2019                        | 4 november 2021   | Yoshihide Suga (2020–2021)  | Suga                          |                 |
| LDP                                      | Toshimitsu Motegi                        | Toshimitsu Motegi 茂木敏充 (1955)        | 11 september 2019                        | 4 november 2021   | Fumio Kishida (2021–2024)   | Kishida I                     |                 |
|                                          | Fumio Kishida                            | Fumio Kishida 岸田 文雄 (1957)           | 4 november 2021                          | 10 november 2021  | Fumio Kishida (2021–2024)   | Kishida I                     | LDP             |
|                                          | Yoshimasa Hayashi                        | Yoshimasa Hayashi 林 芳正 (1961)         | 10 november 2021                         | 13 september 2023 | Fumio Kishida (2021–2024)   | LDP                           | Kishida II      |
|                                          | Yoko Kamikawa                            | Yoko Kamikawa 上川 陽子 (1953)           | 13 september 2023                        | 1 oktober 2024    | Fumio Kishida (2021–2024)   | LDP                           | Kishida II      |
|                                          | Takeshi Iwaya                            | Takeshi Iwaya 岩屋 毅 (1957)             | 1 oktober 2024                           | heden             | LDP                         | Shigeru Ishiba (2024–heden)   | Ishiba I        |
| Ishiba II                                | Takeshi Iwaya                            | Takeshi Iwaya 岩屋 毅 (1957)             | 1 oktober 2024                           | heden             | LDP                         | Shigeru Ishiba (2024–heden)   |                 |